# Brass Knuckles
Brass Knuckless – piąty album rapera Nelly’ego, datę wydania przesuwano od 2007 roku na marzec 2008 później na czerwiec, następnie premiera miała nastąpic w sierpniu. Ostateczną datą jest 16 września 2008 r.

## Single
Album promował singel Wadsyaname wydany 21 sierpnia 2007, ale nie został dodany do listy utworów na albumie i znajdzie się w japońskiej wersji albumu. Drugim singlem który nie znalazł się na liście utworów jest utwór Cut It Out z gościnnym udziałem raperów: Pimp C i Sean P. Pierwszym oficjalnym singlem okazał się duet z Fergie Party People który również znalazł się na albumie wokalistki The Dutchess: Deluxe Edition. Kolejnym singlem był utwór nagrany wspólnie z Ashanti oraz Akonem pt. Body On Me, piątym jest nagranie z Ciarą oraz Jermaine Duprim Stepped On My J’z a szóstym jest utwór One And Only wydany 10 listopada 2008 r.

## Lista utworów
1. U Ain’t Him  (featuring Rick Ross)
2. Hold Up  (featuring T.I. & LL Cool J)
3. L.A. (featuring Snoop Dogg & Nate Dogg)
4. Long Night  (featuring Usher)
5. Lie  (featuring St. Lunatics & Keri Hilson)
6. Party People (featuring Fergie)
7. Self Esteem (featuring Chuck D)
8. Body On Me  (featuring Ashanti & Akon)
9. Stepped on My J’z  (featuring Ciara & Jermaine Dupri)
10. Let It Go (Lil Mama)  featuring Pharell)
11. One And Only
12. Chill  (featuring St. Lunatics)
13. Who Fucks Wit Me (featuring Avery Storm)
14. U Could Get It (featuring Gucci Mane & R. Kelly)

## Bonus Track
1. Bay  (UK i Japonia, Wal-Mart Online)
2. Problems  (Wal-Mart Online)
3. Wadsyaname (Japonia)
4. Let’s Go (iTunes)
5. Cut It Out  (featuring Pimp C & Sean P) (nieoficjalny)